# Jeffrey Rogers
Jeffrey Rogers (ur. 2 lipca 1963 r.) – aktor amerykański.
Zadebiutował rolą Andy'ego w filmie Piątek, trzynastego III (1982) w reżyserii Steve'a Minera. Rolę w filmie zdobył "rzutem na taśmę", wszystko zależało bowiem od tego, czy aktor nauczy się chodzić na rękach (jego bohater posiadał tę zdolność). Właśnie z tą rolą Rogers jest kojarzony przez widzów. Poza tym filmem aktor zagrał jeszcze w sześciu innych projektach, z których najpopularniejszym jest Karate Kid II (1986).
Obecnie jest lekarzem w Nowym Jorku.